# 王成 (1956年)
王成（1956年—），男，新疆乌鲁木齐人，中国人民武装警察部队少将，第十一届全国人民代表大会河北地区代表。

## 生平
王成毕业于中国人民解放军国防大学研究生院军事战略专业。曾任武警部队作战勤务部副部长。后升任武警第7师副师长、师长。2005年12月至2008年7月，任武警青海省总队总队长。2008年7月，任武警河北省总队总队长。2008年起担任全国人大代表。2012年1月，任武警交通指挥部主任；2012年7月，任武警黄金指挥部主任。2013年1月，任武警黄金指挥部司令员。2007年7月，晋升武警少将警衔。